# Saropogon nigriventris
Saropogon nigriventris är en tvåvingeart som beskrevs av Frey 1958. Saropogon nigriventris ingår i släktet Saropogon och familjen rovflugor.
Artens utbredningsområde är Kanarieöarna. Inga underarter finns listade i Catalogue of Life.